# 배트맨: 더 둠 댓 케임 투 고담
《배트맨: 더 둠 댓 케임 투 고담》(영어: Batman: The Doom That Came to Gotham→배트맨 : 고담에 온 운명)은 2023년 공개한 애니메이션 판타지 공포 영화이다.

## 출연

### 주연
- 데이비드 진톨리 - 배트맨 목소리 역

### 조연
- 기디언 애들론 - 오라클 목소리 역
- 카란 브라 - 제이 목소리 역
- 제프리 콤스 - 커크 랭스트롬 목소리 역
- 데이비드 다스트말치안 - 그렌든 목소리 역
- 다린 드 폴 - 토머스 웨인 목소리 역
- 존 디마지오 - 제임스 고든 목소리 역
- 패트릭 파비언 - 하비 덴트 목소리 역
- 타티 가브리엘 - 카이 리 케인 목소리 역
- 브라이언 조지 - 알프레드 목소리 역
- 크리스토퍼 고햄 - 올리버 퀸 목소리 역
- 제이슨 마스덴 - 딕 그레이슨 / 어린 역
- 나비드 네가반 - 라스 알 굴 목소리 역
- 에밀리 오브라이언 - 탈리아 알 굴 / 마사 웨인 목소 역
- 팀 러스 - 루시어스 폭스 목소리 역
- 윌리엄 샐리어스 - 코블팟 목소리 역
- 매튜 워터슨 - 제이슨 블러드 / 에트리건 목소리 역